# Tina Charles
Tina Charles (Londres, 10 de março de 1954) é uma cantora britânica que alcançou sucesso como intérprete do gênero disco' na década de 1970.
Iniciou sua carreira como "backing vocal", participando em 1969 em um disco de Elton John. Mais tarde, em 1975 foi a voz principal de um grupo chamado 5000 Volts que lançou o sucesso disco' I'm On Fire. A música alcançou o quarto lugar nas paradas de sucesso britânicas e 26o nos EUA, e a voz de Tina Charles foi considerada a melhor do grupo.
A seguir, ela partiu para carreira solo. Sua gravação seguinte I Love To Love (But My Baby Loves To Dance) ficou por três semanas em primeiro lugar na parada britânica em 1976. Continuou a lançar músicas que fizeram sucesso, como Love Me Like A Lover, Dance Little Lady Dance, Dr Love, Rendezvous , Love Bug e Go, tornando-a uma estrela na Europa, Ásia, Austrália e Nova Zelândia, porém ela nunca conseguiu grande sucesso nos EUA.
Por volta de 1979 sua carreira estava em declínio, coincidindo com o declínio do gênero disco'. Charles decidiu abandonar a música e cuidar da família. Tentou retornar em meados da década de 1980, porém com pouco sucesso. Desde 2000, porém, tem feito shows pela Europa, onde o estilo de música disco tem sido retomado.
E em 2008 lançou seu mais mais novo álbum, intitulado Feels Like Sunday, com regravações de músicas escolhidas pela própria Tina, incluindo novo arranjo para seus maiores sucessos, I Love To Love e Dance Little Lady Dance.
Em 2015, a voz de Tina Charles voltou em grande estilo, tendo I Love To Love como tema musical da série River, produzida pelo canal de streaming Netflix.

## Discografia

### Singles
- "Nothing In The World" - (1969)
- "In The Middle Of The Day" - (1969)
- "Good To Be Alive" - (1969)
- "Bo-Bo's Party" - (1970)
- "You Set My Heart On Fire" - (1975)
- "I Love to Love (But My Baby Loves to Dance)" - (1976) - UK Number 1 (3 Weeks)
- "Love Me Like A Lover" - (1976) - UK Number 31
- "Dance Little Lady Dance" - (1976) - UK Number 6
- "Dr Love" - (1976) - UK Number 4
- "Rendezvous" - (1977) - UK Number 27
- "Love Bug - Sweets For My Sweet (Medley)" - (1977) - UK Number 26
- "I'll Go Where Your Music Takes Me" - (1978) - UK Number 27
- "Makin' All the Right Moves"
- "Boogie 'Round the Clock"
- "I Love To Love (remix)" - (1986) - UK Number 67
- "I Love To Love (Latin Remix)" - (2004)
- "Higher" - (2006) - US Hot Dance Music/Club Play Number 5

### Álbuns lançados
- I Love to Love - (1976)
- Dance Little Lady - (1976)
- Rendezvous - (1977)
- Heart 'N' Soul - (1977) - Number 35
- Tina Sings with Wild Honey and Heritage Mam - (1977)
- Greatest Hits - (1978)
- Just One Smile - (1980)
- World of Emotion - (1993)
- I Love to Love - The Best Of - (1998)
- Dance Little Lady Dance - (1998)
- Foundation of Love - (2004)
- Feels Like Sunday - (2008)